# ジョニー・バレンド
"ハンサム" ジョニー・バレンド（"Handsome" Johnny Barend、本名：John R. Behrend、1929年3月27日 - 2011年9月20日）は、アメリカ合衆国のプロレスラー。ニューヨーク州ロチェスター出身。
「ハンサム」の異名通りの伊達男系ヒールとして、地元のアップステート・ニューヨークからキャリア後期の主戦場となったハワイまで、各地で活躍した。

## 来歴
少年時代よりレスリングを始め、ハイスクール卒業後はアメリカ海軍でもレスリングで活躍。オリンピックへの出場も見込まれたが除隊し、バッファローのプロモーターでもあったエド・ドン・ジョージに師事してプロに転向、1948年10月13日に地元のロチェスターにてデビューする。
以降、1950年代は主にベビーフェイスのポジションで活動し、1955年7月28日にはサンフランシスコにてエンリケ・トーレスと組み、ジン・キニスキー&ロード・ブレアースから同地区認定のNWA世界タッグ王座を奪取。1957年から1959年にかけてはオハイオ地区において、バディ・ロジャースとイースタン・ヘビー級王座を争った。
その間の1958年9月、日本プロレスに初来日。シリーズ開幕戦である9月5日の蔵前国技館大会において、力道山と組んでドン・レオ・ジョナサン&スカイ・ハイ・リーと対戦した。この試合は『三菱ダイヤモンド・アワー プロレスリング中継』の初回放送で生中継された。当時は日本陣営が手薄だったこともあり、来日中はその二枚目ぶりを買われ、外国人ベビーフェイスとなって力道山のパートナーを務めたが、終盤戦からは外国陣営に戻って力道山&豊登とタッグマッチで対戦している。
1960年よりヒールに転向して、オハイオ地区でマグニフィセント・モーリスとタッグチームを結成。ミスター・クリーンこと後のグラン・ウィザードをマネージャーに迎え、ステッキにマント、シルクハットという出で立ちのショーマン派スタイルに変身する。以降、同年12月のオハイオ・タッグ王座戴冠を皮切りに、各地のタッグマッチ戦線を席巻した。
1962年、WWWFの前身であるキャピトル・レスリング・コーポレーションに単身で参戦し、旧敵のロジャースと新コンビを結成。7月5日にワシントンDCにおいて、ジョニー・バレンタイン&ボブ・エリスからUSタッグ王座を奪取した。後にモーリスもサーキットに加わり、ロジャースを交えたトリオも実現。1963年より発足したWWWFでは、ボボ・ブラジルを相手にUSヘビー級王座を争うなどシングルでの実績も残している。ブルーノ・サンマルチノが保持していたWWWF世界ヘビー級王座にも度々挑戦した。
1964年6月、モーリスとのコンビで日本プロレスに再来日。7月23日に新潟県三条市でザ・スポイラー（ビンセント・バガラ）、8月17日に大阪府立体育館でモーリスと組み、豊登&ジャイアント馬場が保持していたアジアタッグ王座に2回挑戦した。来日中は馬場や豊登、吉村道明とのシングルマッチも行われた。
1966年より、モーリスとのコンビを解消してハワイに主戦場を移し、2月2日にハワイ版のUSヘビー級王座を獲得。長期政権を築き、カーティス・イヤウケアともタイトルを争った。1969年11月5日にはペドロ・モラレスを下して北米ヘビー級王座も奪取。戴冠中の1970年2月18日にはホノルルにて、ドリー・ファンク・ジュニアのNWA世界ヘビー級王座に挑戦して引き分けている。
その後もハワイでの活動を続け、キャリア末期となる1972年3月22日にはスウィート・ダディ・シキを破って北米ヘビー級王座に返り咲き、7月26日にフレッド・ブラッシーに敗れるまで戴冠した。
引退後は故郷のロチェスター近郊に晩年まで居住していた。2011年9月20日、82歳で死去。

## 得意技
- アトミック・ドロップ[1]
- ニー・ドロップ

## 獲得タイトル
ミッドウエスト・レスリング・アソシエーション
- イースタン・ヘビー級王座：2回[6]
- オハイオ・ヘビー級王座：1回[10]
- オハイオ・タッグ王座：1回（w / マグニフィセント・モーリス）[10]

アメリカン・レスリング・アライアンス
- AWA世界タッグ王座（インディアナ版）：1回（w / マグニフィセント・モーリス）[10]

NWAサンフランシスコ
- NWA世界タッグ王座（サンフランシスコ版）：2回（w / エンリケ・トーレス、ロニー・エチソン）[5]

NWAデトロイト
- NWA世界タッグ王座（デトロイト版）：1回（w / マグニフィセント・モーリス）[20]

NWAミッドパシフィック・プロモーションズ
- NWA USヘビー級王座（ハワイ版）：1回[17]
- NWA北米ヘビー級王座（ハワイ版）：1回[18]
- NWAハワイ・ヘビー級王座：1回[21]
- NWAハワイ・タッグ王座：8回（w / Sandor Kovacs、リッパー・コリンズ×3、ハンス・モーティア、Jim Hady、マグニフィセント・モーリス、ビル・ロビンソン）[22]

キャピトル・レスリング・コーポレーション / WWWF
- NWA USタッグ王座（ノースイースト版）：1回（w / バディ・ロジャース）[11]
- WWWF USヘビー級王座：1回[13]